# Plants vs. Zombies 2: It's About Time
Plants vs zombies 2: It's about time je free-to-play tower defense videohra od herního studia Popcap Games. Byla vydána v roce 2013 na zařízení s operačními systémy Android a iOS jako druhý díl herní série navazující na Plants vs. Zombies. Vydavatelem hry je stejně jako u prvního dílu firma Electronic Arts.
Protagonista, který je stejný jako v díle předchozím, cestuje časem společně se svým sousedem „Crazy Davem“. Přitom se setkává se svým úhlavním nepřítelem „Dr. Zombossem“.

## Hratelnost
Ve hře pokládáte rostliny do mřížky 9 x 5. Je zde 11 herních oblastí (Starověký Egypt, Pirátské Moře, Divoký Západ, Omrzlinové Jeskyně, Ztracené Město, Daleká Budoucnost, Temná Doba, Neonová Mixtape Tour, Jurský Pochod, Velkovlnová Pláž a Moderní Den) V každé z těchto oblastí je možné získat nové rostliny a potkat jiné typy (nebo skiny) zombie. V oblastech je dostupný nekonečný herní mód.